# Ton Scherpenzeel
Ton Scherpenzeel (Hilversum, 6 agosto 1952) è un compositore e tastierista olandese.

## Biografia
È stato cofondatore del gruppo rock Kayak nel 1972, con il quale è arrivato al successo internazionale nel 1975 con l'album Royal Bed Bouncer. Allo scioglimento dei Kayak, nel 1982, ha intrapreso una proficua carriera solista, spaziando dal genere elettronico alla musica sacra, e collaborando con vari artisti, fra i quali i Camel in Stationary Traveller e Pressure points live concert del 1984. Nel 1999 ha ricostituito i Kayak, con formazione parzialmente rinnovata, e sono usciti i seguenti CD: Close to the fire nel 2000, Night vision nel 2002, Merlin: bard of the unseen nel 2003, Nostradamus: fate of man nel 2005, e infine Kayakoustic live nel 2007.